# Liste des lieux habités vers l'est du 180e méridien
 (décembre 2007).
Si vous disposez d'ouvrages ou d'articles de référence ou si vous connaissez des sites web de qualité traitant du thème abordé ici, merci de compléter l'article en donnant les références utiles à sa vérifiabilité et en les liant à la section « Notes et références ».
Cet article rassemble des informations sur les lieux habités vers l'est du 180e méridien (c’est-à-dire vers le bord occidental de l'hémisphère ouest).

## Lieux habités

### En longitude
Il existe plusieurs lieux habités situés dans l'hémisphère ouest et assez proches du 180e méridien :
- Le 180e méridien traverse les masses terrestres habitées suivantes :
  - Tonga : Ligne de changement de date, Nuku'alofa, capitale du pays (21° 08′ 00″ S, 175° 12′ 00″ O, 22 400 habitants en 1996).
  - Les Fidji sont traversées par le 180e méridien, lequel coupe plusieurs îles habitées, dont Vanua Levu, Rabi et Taveuni. Plusieurs villages sont situés à proximité du méridien (et peut-être même dessus). En revanche, tous les lieux significativement habités sont situés à l'ouest du médirien.
  - La seule masse continentale à être coupée par ce méridien (en dehors de l'Antarctique) est la partie orientale de l'Asie, en Russie, dans le district autonome de Tchoukotka. Il existe de nombreux villages dans les environs du méridien ; à l'est, la ville la plus proche semblre être Egvekinot (66° 19′ N, 179° 07′ O, 2 413 habitants en 2002).
  - L'île Wrangel, au nord de la Tchoukotka, est également traversée par le méridien. Elle est habitée, mais il n'est pas certain si les campements sont situés dans la partie orientale ou occidentale de l'île.
  - En Antarctique, les bases les plus proches du méridien sont situées à l'ouest de celui-ci. La base qui en serait le plus proche à l'est serait donc Amundsen-Scott, située au pôle Sud.

- En dehors de ces zones émergées, plusieurs îles du Pacifique sont situées à proximité du méridien :
  - Wallis-et-Futuna, îles françaises : Futuna (14° 16′ 59″ S, 178° 07′ 01″ O, 4 700 habitants).
  - Les îles Kermadec, dépendant de la Nouvelle-Zélande, dont seule l'île Raoul (29° 15′ 59″ S, 177° 55′ 10″ O) est habitée par quelques occupants d'une station météorologique.
  - Aux États-Unis, l'archipel des Aléoutiennes est situé à cheval sur le 180e méridien. Adak (51° 52′ 19″ N, 176° 38′ 10″ O, 316 habitants en 2000) en est la ville la plus proche.
  - Les îles Chatham, dépendant de la Nouvelle-Zélande, comptent 717 habitants, répartis sur l'île Chatham (43° 59′ 17″ S, 176° 27′ 13″ O) et l'île Pitt (44° 18′ 00″ S, 176° 13′ 12″ O). Waitangi, sur l'île Chatham, est le principal village avec environ 300 habitants.

- - Tokelau : Atafu (8° 33′ 07″ S, 172° 30′ 04″ O)
  - Aux Kiribati, l'archipel des îles Phœnix est situé à l'est du méridien. L'atoll habité le plus proche semble être l'île Canton (2° 50′ S, 171° 40′ O).

### Selon la ligne de changement de date

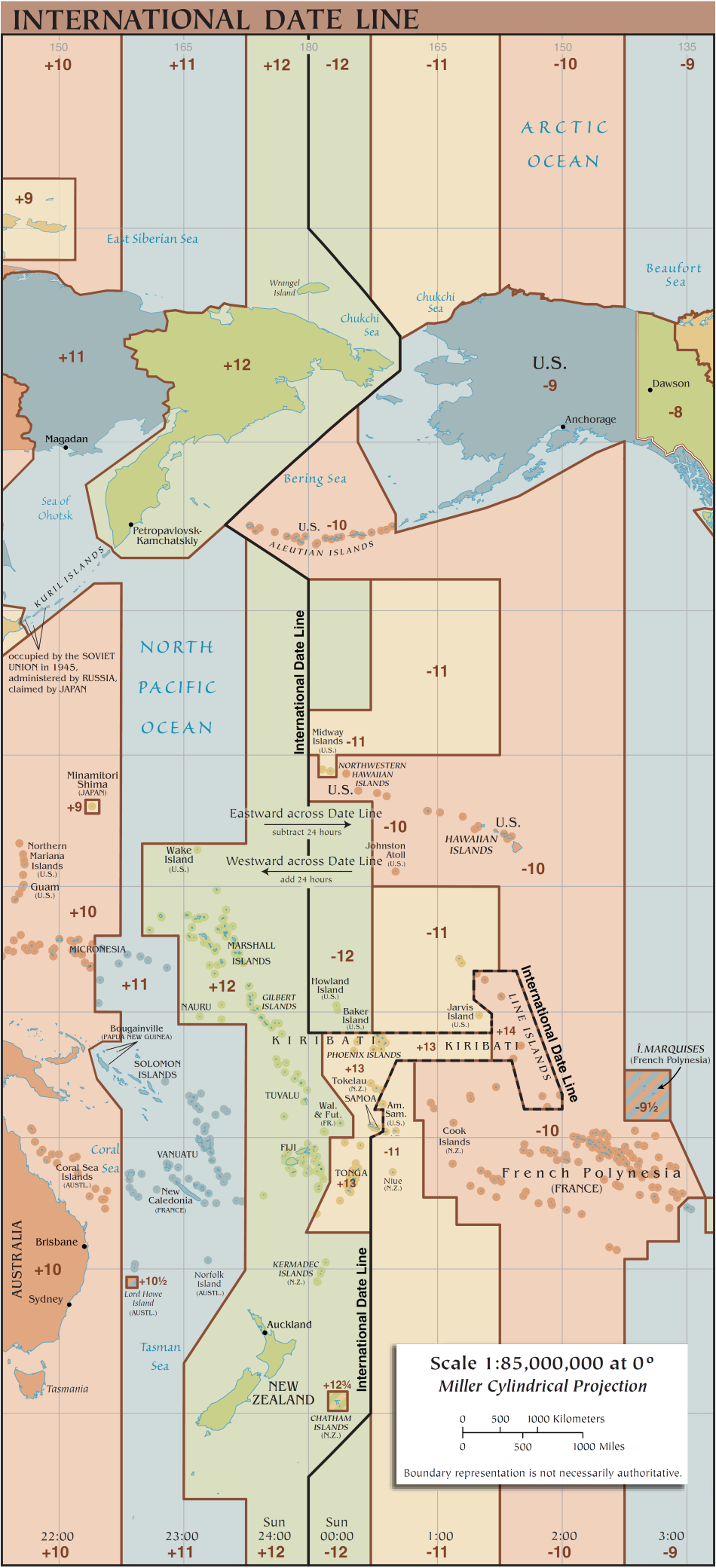
Tracé de la ligne de changement de date.

Le fuseau horaire le plus occidental actuellement utilisé est UTC-12, mais il n'est utilisé que par les îles américaines Baker et Howland, lesquels ne possèdent pas de population permanente. UTC-11 est utilisé par Niué, les Samoa, les Samoa américaines et Tokelau ; les Samoa sont le pays le plus proche de la ligne de changement de date situee a Nuku'alofa capitale du royaume du Tonga.
La ligne de changement de date subit un décrochage au niveau des îles Aléoutiennes. Parmi les îles habitées, Shemya (52° 43′ 01″ N, 174° 07′ 01″ E, 27 habitants) et Attu (20 habitants, 52° 51′ 00″ N, 173° 10′ 59″ E) sont les plus occidentales.

## Grandes villes
- Honolulu, la capitale d'Hawaii est la ville de plus de 50 000 habitants la plus à l'ouest (21° 18′ 32″ N, 157° 49′ 34″ O, 377 357 habitants en 2006, 909 863 dans l'agglomération).
- Vancouver, Canada, est l'agglomération de plus d'un million d'habitants la plus à l'ouest (49° 12′ N, 123° 06′ O, 2 187 721 habitants en 2006).